# Jenny Ulving
Jenny Ulving McCabe, född 26 maj 1979 i Östersund, Jämtlands län, är en svensk skådespelare.
Jenny Ulving föddes i Östersund men växte upp i Lidingö. Enligt livsstilsmagasinet Femina upptäcktes hon av Micael Bindefeld. Hon slog igenom i rollen som Bella i den svenska dramaserien Vänner och fiender under 1990-talet. Därefter medverkade hon i olika filmer. Efter 2004 lämnade hon skådespeleriet för att prova på andra yrkesvägar, bland annat inom inredning. En tid bodde hon i New York. Därefter har hon periodvis återvänt till skådespelaryrket.
Hon är gift med sydafrikanen Paul McCabe och var 2023 permanent bosatt i Milano. Hon har tre döttrar födda under 2010-talet.

## Filmografi (urval)
- 1996 – Vänner och fiender (TV-serie)
- 2000 – Dubbel-8
- 2002 – Den osynlige
- 2004 – Strandvaskaren
- 2004 – Glömskans brev
- 2016 – Maria Wern - De döda tiger
- 2023 – Strandhotellet (TV-serie)